# Cladoniicola staurospora
Cladoniicola staurospora är en svampart som beskrevs av Diederich, van den Boom & Aptroot 2001. Cladoniicola staurospora ingår i släktet Cladoniicola, divisionen sporsäcksvampar och riket svampar.   Inga underarter finns listade i Catalogue of Life.